# Aschbach (Algund)

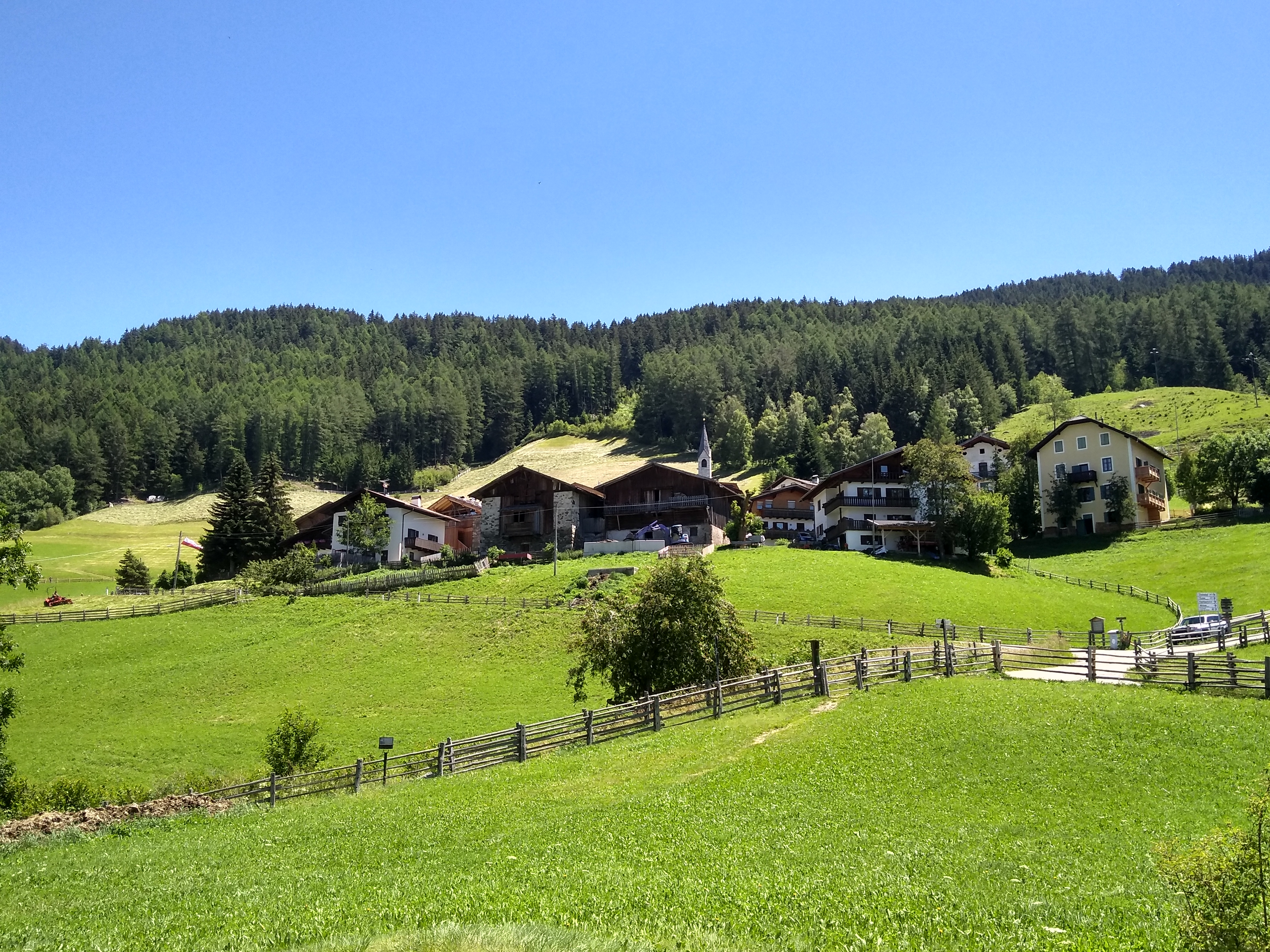
Blick auf Aschbach

Aschbach (italienisch Rio Lagundo) ist ein Dorf in Südtirol und eine Fraktion der Gemeinde Algund.

## Geographie
Aschbach befindet sich auf einer Geländeterrasse unter dem Vigiljoch auf rund 1350 m Höhe am rundum dicht bewaldeten Nördersberg im unteren Vinschgau. Die kleine Ortschaft ist über eine lange, gewundene Bergstraße, die von der Töll heraufführt, für den Kraftverkehr erschlossen. Schneller erreichbar ist sie allerdings über die im Sommer verkehrende Seilbahn Aschbach. Das kleine Dorf ist Teil der Gemeinde Algund, dessen Zentrum sich nordöstlich im Burggrafenamt befindet und von Aschbach durch die Gemeinde Partschins räumlich getrennt ist. Damit ist Aschbach ein administratives Kuriosum, da es im Verbund mit dem unterhalb im Vinschger Talboden gelegenen Weiler Ried eine von nur zwei territorialen Exklaven einer Gemeinde in Südtirol bildet (die andere Exklave gehört zu Tramin im Unterland).

## Geschichte

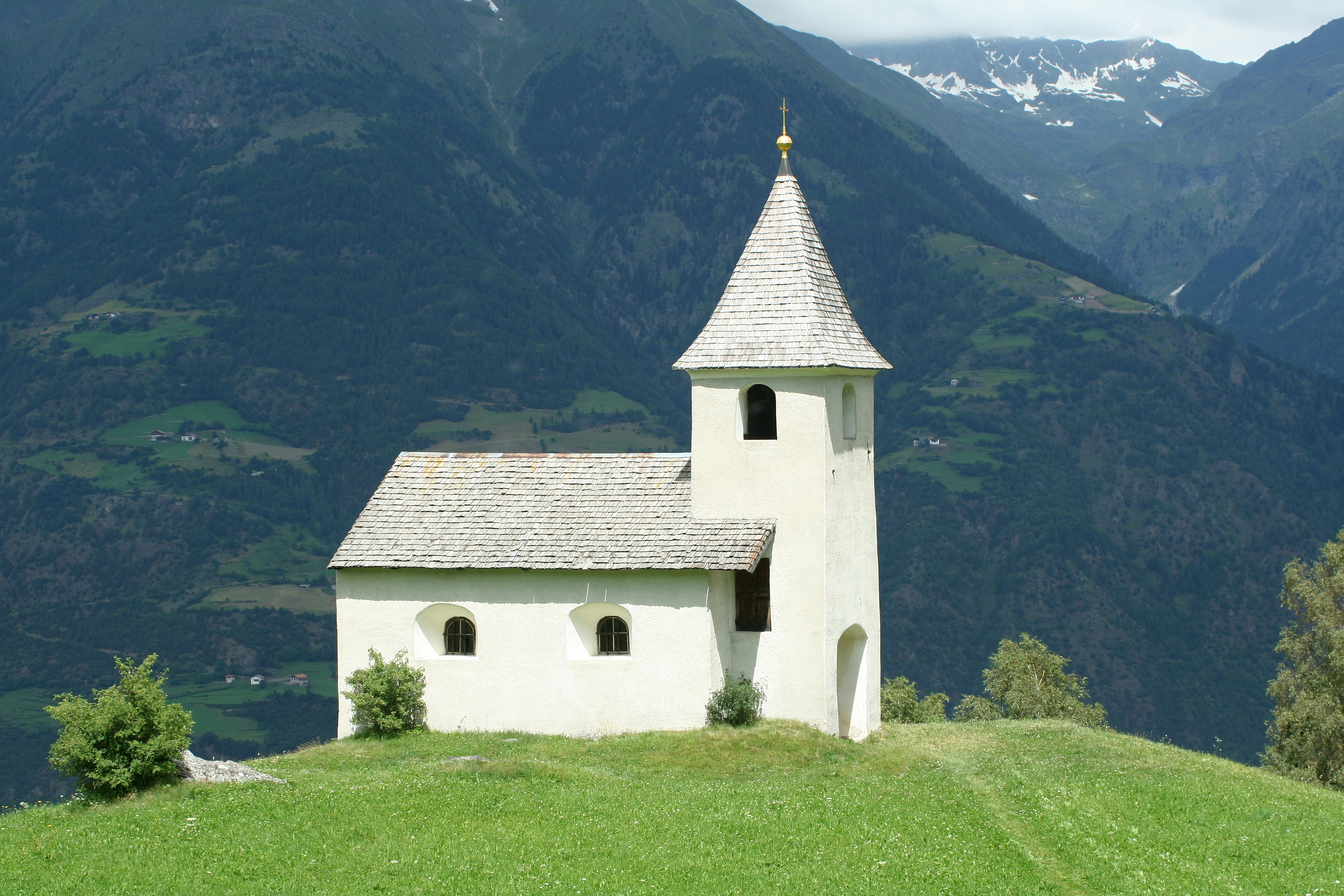
Maria Schnee

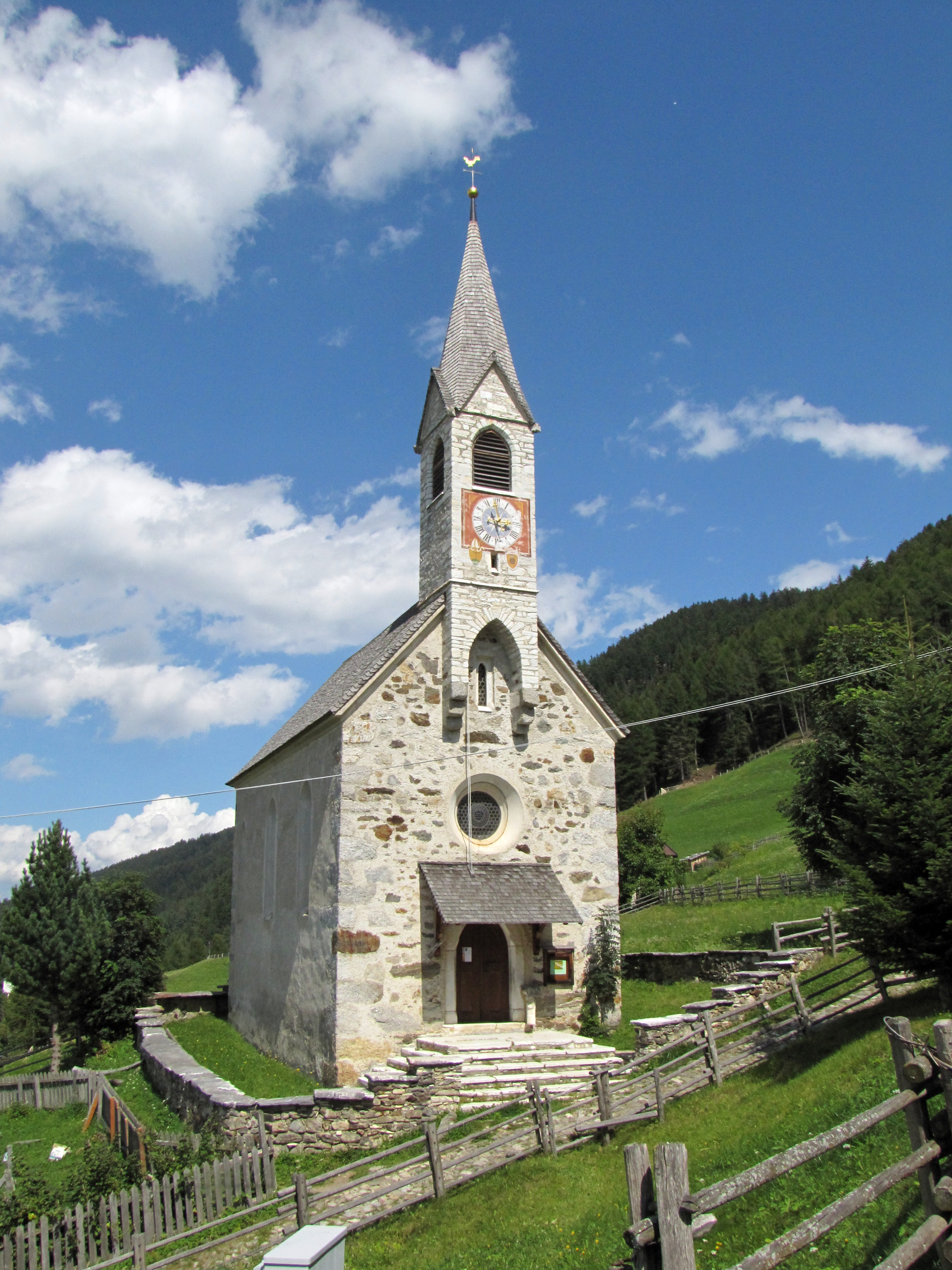
Herz Jesu

Der Name Aschbach (wohl zu althochdeutsch aspa = „Esche“ und -ach = Kollektivsuffix, also etwa „Eschenwald“) sowie die dort erhaltenen Hof- und Flurnamen sind – für den Vinschgau ungewöhnlich – ausnahmslos deutschen Ursprungs, weshalb die Gründung der Ortschaft wohl frühestens im Hochmittelalter anzusetzen ist. Es bestehen keine geschichtlichen Quellen über die Umstände dieser Gründung. Möglicherweise ist die Entstehung Aschbachs mit dem regen Siedlungsbau und -ausbau der Grafen von Tirol im 13. und 14. Jahrhundert in Verbindung zu bringen. Auch die Gründe für die Zugehörigkeit zur Gemeinde Algund sind rätselhaft, zumal der Verlauf der Grenzziehung den Anschein erweckt, als seien Ried und Aschbach einst Teil der Gemeinde Partschins gewesen. Franz-Heinz Hye vermutete, dass Aschbach von Algund als forstwirtschaftliche Nutzfläche erworben wurde, da die Burggräfler Waldflächen Algunds nur wenig taugliche Holzressourcen abwarfen. Zudem diente Aschbach Algunder Bauern nachweislich auch als Bergweidefläche, was die Annahme stärkt, dass wirtschaftliche Interessen hinter der territorialen Angliederung stehen könnten. Zusätzlich wurden auch mögliche politische Motive diskutiert. Das Bistum Regensburg verfügte einst mit umfangreichen Besitz- und Lehensrechten über eine dominante Stellung im Übergangsbereich zwischen dem Vinschgau und dem Burggrafenamt und somit auch in Partschins. Eventuell könnte hinter der Abtrennung Aschbachs und Angliederung an Algund das Interesse der Grafen von Tirol stehen, diese Vormachtstellung zu brechen und ihre eigene Herrschaft zu festigen.
Die Maria-Schnee-Kapelle auf einem Geländevorsprung knapp unterhalb der Ortschaft wurde um 1695 errichtet. Die neugotische Herz-Jesu-Kirche mitten im kleinen Ortskern wurde 1889 erbaut und 1890 geweiht.